# История
История (от гръцки: ιστορία – „проучване, познание, придобито чрез изследване“) е наука, занимаваща се с изучаване на миналото, фокусирана върху човека и неговите действия, състояния, мирогледи, социални взаимоотношения и организации от миналото до наши дни. Резултатът от историческото изследване обикновено е систематичен наратив (разказ), излагащ и анализиращ поредицата от събития, като в някои случаи се опитва да търси и обективните причинно-следствени връзки, които ги определят.
Хората, професионално занимаващи се с изучаването, изследването и записването на история, се наричат историци. Историците използват разнообразни източници, наричани още извори, включително писмени и печатни сведения, интервюта (устна история) и археология. В определен контекст понятието „история“ може да обозначава и времето след появата на писмеността в противовес на събитията, случили се преди това, които са известни като праистория (т.е. предистория).
В по-широк смисъл понятието може да се използва и за теми, които не са предмет на историята в тесен смисъл, а са изучавани от природните науки като геоложка история, история на Вселената, еволюционна история и други. Към историята не се отнасят и историческите традиции на дадена култура, които не са подкрепени с проверими източници като например историческите легенди и митове.

## Етимология
Древногръцкото ἱστορία (istoria) означава „изследване“ или „знание от изследване“, от ἵστωρ (hístōr) „познавач“ (от прото-индоевропейското съществително *wid-tor: „някой, който знае“).  В този смисъл е използвано например от Аристотел в неговата Περὶ Τὰ Ζῷα Ἱστορίαι (Perì Tà Zôa Ηistoríai „Изследване за животните“).
Все още в този гръцки смисъл Франсис Бейкън използва термина през късния XVI век, когато пише своята „Естествена история“. За него историята е имала значение на „знание за обектите, определени от време и пространство“, такъв тип знание, който е осигурен от паметта (докато науката е била резултат от мисленето, а поезията – от фантазията).
В Европейските езици история има едновременно значението на последователност от събития, както и тяхното описване, като второто често бива означавано с историография.
В разговорния български език думата история се използва и в смисъл на случка, приключение.

## Историография
Историческата наука се базира на историографията, като процес на описание на историческите събития, личности, както на държавната, военната, така и на социалната история, в основните дати хронологии, събития, проблеми, техните разрешения, развитието на страните като държавно управление, държавниците, пълководците, както и други, които влизат в групата на онези, които по-скоро са спънка за историческото развитие на държавите, като Ивайло (войвода), негативни исторически сведения за болярите от епохата на края на Втората Българска държава, Ришельо, като негативна фигура за френската църква, или дори исторически свръхнегативни фигури, каквито може да има в история на Русия, като Разпутин, тъй като дори всички от изброените имат и някои характеристики на исторически позитиви и дори достижения на ума, политиката и политическото достойнство, за разлика от тях, или в тяхна опозиция е фигурата на набожния, но в същото време отвърнал се от правилата на църквата "поп" Разпутин, който се намесва в Руската история, повеждайки руското сектанство от края на Руската царска държава преди Октомврийската революция. Друга негативна фитура в подобен смисъл е Елена от Троя, която участва като негативистична женска фитура в троянската война, която освен че е най-голямата война в Древна Гърция е известна на медицината със сериозните заболявания, епидемични ветрове и други социално-медицински катаклизми, които по някаква причина се появяват в царска русия при появата на Разпутин, който обаче за разлика от гръцката философия и военна наука, които решават проблема по съответния начин, въвежда християнското опрощения за този вид грехове, което обаче за медицината не въвежда съществена промяна, тъй като въпросните сектанти отново се характеризират с "болести", макар че няма исторически данни за "епидемии" и "епидемични ветрове", но исторически е записано, че през този период, както и малко по-късно евреите масово бягат от Русия, заради ужаса на това, което те виждат като отвръщане от Бога, тъй като евреите са силно религиозни, и това е причината толкова много евреи да отиват в Германия по време вече на Втората световна война, където те се оказват в икономическа криза, която обхваща тяхния социален ред. 
Историографията като термин има няколко основни значения. Тя може да се отнася до развитието на историята като наука: разказ за развитието на методологията и практиките (например преминаването от кратък биографичен очерк към продължителен тематичен анализ). Освен това историографията може да се отнася за създадените творби: специфичен исторически труд (например „средновековна историография през 60-те години на 20 век“ означава творбите върху средновековна история, написани през този период). Като трето значение може да се означи смисълът на историята – философия на историята (все по-често се използва теория на историята). Като мета-описания на минали събития, третото значение често се позовава или използва предните две, като анализът обикновено се фокусира върху разказите, интерпретациите, мирогледа, употребата на доказателства или методите на представяне на други историци. Историците също спорят дали историята може да се изучава като единичен свързан разказ или като множество отделни и отчасти независими истории.

## Методи на историята
Историческият метод се заключава в следването на принципите и правилата на работа с първоизточниците и другите доказателства, открити в хода на изследванията и използвани при написването на исторически труд.
Херодот (484 – 425 г. пр.н.е.) се счита от мнозинството историци за „баща“ на тази наука:
Херодот от Халикарнас събра и записа тези сведения, за да не
потънат миналите събития в забрава, и великите и достойни за удивление
деяния, като на елините, така и на варварите да не останат в неизвестност,
най-вече, понеже са воювали помежду си..
Въпреки това началото на използването на научните методи в историята се свързва с друг негов съвременник, Тукидид, и книгата му „История на Пелопонеските войни“. За разлика от Херодот и религиозните му колеги, Тукидид разглежда историята като продукт на избор и действия не на боговете, а на хората, у които търси всички причини и следствия..
Собствени традиции и развитие на методите на историческото изследване съществуват в древен и средновековен Китай. Основите на професионалната историография там са заложени от Сима Циен (145 – 90 г. пр.н.е.), автор на „Исторически записки“. Последователите му използват този труд като образец за исторически и биографични съчинения.
Върху християнската и въобще върху западната историография голямо влияние оказва Аврелий Августин. До 19 век историята обикновено се разглежда като резултат от линейно развитие по план, който е определен от Бог. Хегел също следва тази идея, макар да ѝ придава по-светски вид. От философията на Хегел, идеята за линейния исторически прогрес преминава в марксистката философия на историята.
Арабският историк Ибн Халдун през 1377 г. анализира грешките, които често извършват историците. Той подчертава културните различия между съвременност и минало, и затова е нужно внимателно отношение към източниците, разпределяне на принципите, съгласно които може да им се даде оценка и накрая – да се интерпретират събитията и културата на миналото. Ибн Халдун критикува предразсъдъците и лековерието на историците. Неговият метод залага основите за оценката на ролята на държавата, пропагандата, средствата за комуникация и на систематичните предразсъдъци в историографията., във връзка с което Ибн Халдун се счита за „баща на арабската историография“. Голямо значение има разработването от Ибн Халдун на концепцията за политико-демографски цикли, представляваща един от първите опити за научно описание на историческата динамика.
Сред другите историци, оказали влияние за въвеждането на методология в историческите изследвания, могат да се споменат Леополд фон Ранке, Джордж Тревелян, Фернан Бродел, Марк Блок, Люсиен Февър, Роберт Фогел. Против използването на научна методология в история излизат такива автори като например Хю Тревор-Ропер. Те заявяват, че за разбирането на историята е нужно въображение, затова историята трябва да се счита не за наука, а за изкуство. Не по-малко спорният автор Ернст Нолте, следвайки класическата немска философска традиция, разглежда историята като движение на идеи. Марксистката историография, представена на запад (в частност работите на Ерик Хобсбаум и Исак Дойчер), има за цел да потвърди философските идеи на Карл Маркс. Техните опоненти, представляващи антикомунистическата историография, като Ричард Пайпс и Робърт Конкуест, предлагат интерпретация на историята, противоположна на марксистката.
Съществува дори и обширна историография от гледна точка на феминизма. Редица постмодернистични философи изцяло отричат възможността за непредубедена интерпретация на историята и съществуването на научна методология. В последно време все по-голяма сила набира клиодинамиката – математическото моделиране на историческите процеси.

## Философия на историята
Философия на историята е дял от философията, който се занимава с възможната значимост на човешката история. Допълнително тя е свързана и с дискусията относно телеологичния завършек на нейното развитие; това ще рече, че размишлява над това дали има цел, директен принцип или завършеност в процесите на човешката история. Философия на историята не бива да се бърка с историографията, която изучава историята като академична дисциплина и поради това се отнася до нейната методология и практика, както и развитието на историята като дисциплина през годините. Философия на историята не бива да се смесва и с история на философията, която е наука за историческото развитието на философските идеи.
Историците водят дебати по въпроса дали историята е наука или своеобразно изкуство. Наскорошни доводи за превръщането на историята в наука са повдигнати от Пьотр Турчин в неговата статия „Възходът на клиодинамиката“. Това разделение е в значителна степен изкуствено, тъй като историята като област на знание обикновено се раглежда в различни аспекти.
Към основните подходи на развитието на философията на историята могат да се отнесат следните:
- формационен (Карл Маркс, Фридрих Енгелс, Владимир Илич Ленин, И. М. Дяконов и др.)
- цивилизационен (Николай Данилевски, Освалд Шпенглер, Арнолд Тойнби, Ш. Айзенщат, Б. С. Ерасов, Дмитрий Бондаренко, Игор Следзевски, Сергей Нефьодов, Глеб Алексушин и др.)
- Системна теория на света (Андре Гундер Франк, Имануил Валерщайн, Самир Амин, Дж. Ариги, Марат Чешков, Андрей Фурсов, Андрей Коротаев, К. Чейз-Дан, Леонид Гринин и др.)
- Школа „Анали“: Марк Блок, Люсиен Февър, Фернан Бродел, Арон Гуревич.
- Щафетно-стадиен (Юрий Семьонов) (в действителност, нищо повече от модифициран марксистко-формационен подход).

## Закономерности на историческите процеси
В началото на 19 век, основателят на позитивизма Огюст Конт обещава да докаже, че „съществуват закони при развитието на обществата, толкова сигурни, колкото и законите за падането на камъка.“. Но да се установят законите на историята се оказва не толкова лесно. Когато немският историк Карл Лампрехт се опитва да защити мнението на Конт, Едуард Майер, друг немски историк, отвръща, че в течение на многогодишните си научни изследвания, самият той не е могъл да открие нито един исторически закон и не е чул някой друг да е успял. Макс Вебер счита за безсмислени опитите за откриване на исторически закономерности. Философът Карл Ясперс пише: „Историята има дълбок смисъл. Но той е отвъд човешкото разбиране.“ Едуард Кар твърди, че на Запад повече не се говори за „исторически закони“, че самата дума „причина“ е излязла от мода.
Така отричането на причинно-следствената връзка на минали събития поставя под съмнение правото на историята да се счита за наука. Философът Бертран Ръсел казва: „Историята – това още не е наука. Тя може да се направи да изглежда като наука само с помощта на фалшификации и пропуски“. Социологът Емил Дюркхайм смята, че „историята може да се счита наука само в степента, в която обяснява света.“
За разбирането на законите на историята претендира марксизма, който издига теорията на обществено-икономически системи и смята, че развитието на производителните сили води до промяна в производствените отношения, които определят естеството на всяка система. Но този подход не обяснява дълбоките различия между характерите на развитие на социалните отношения при различните народи.
Хърбърт Спенсър и Освалд Шпенглер разглеждат човешкото общество като сходно на биологичните организми, които се раждат, живеят и умират. Арнолд Тойнби извършва колосален труд, описвайки в 12 тома историята на 21 цивилизации (първия том е публикуван през 1934 г.). Той се опита да сравни развитието на тези цивилизации и стига до заключението, че цивилизацията се заражда като „отговор“ на „предизвикателство“ пред дадено общество – от страна на природата или на други общества. „Предизвикателство“ може да бъде пренаселване, инвазия на врагове или друго събитие, поставящо под заплаха съществуването на обществото, а „отговор“ – социална организация или технически нововъведения, които позволяват на обществото да оцелее.
В средата на 20 век, най-популярната теоретична концепция за историческото развитие става теорията за модернизация. По определението на един от основателите ̀, Сирил Блек, модернизацията е процеса на адаптация на традиционното общество към новите условия, породени от Индустриалната революция.
Въпросът за разпространението на различните социални системи до голяма степен се свежда до проблема с разпространението на техническите иновации, културната дифузия. Най-отчетливо идеите на дифузионизма са формулирани в т.нар. теория на културните среди. Нейните автори, Фридрих Ратцел, Лео Фробениус и Фриц Гребнер, смятат, че сходните явления в културите на различните народи могат да се обяснят с произхода на тези явления от един общ център, че най-важните елементи на човешката култура се появяват само веднъж, и то само на едно място. Те дават на народа-първооткривател решаващо предимство пред другите народи.
През 1963 г. Уилям Макнил, един от учениците на Тойнби, публикува монографията „Възходът на Запада“. Той детайлно описва фундаменталните открития от Античността и Средновековието, които са предизвикали радикални промени в обществената структура.

## Области на изучаване

### Периодизация
Историята често се фокусира върху събития и процеси, случили се през определени части време. Историците именуват тези части (дялове) време, за да се получи „организираност на идеите и класификационни обобщения“, които улесняват и подпомагат изучаването на историята. Имената на периодите могат да се различават на различните географските места; често се различават и датите за начало и край на периодите. Вековете и десетилетията са най-често употребяваните единици време. Повечето периоди се конструират ретроспективно и по този начин изразяват стойностни преценки за миналото. Начинът, по който периодите се отделят, и имената, който им се дават, могат да повлияят на общото възприемане на даден период или неговото изучаване.
- Праистория или още предистория, доистория, първобитно общество – в Близкия изток – до ок. 3000 г. пр.н.е. (обединяването на Горен и Долен Египет);
- Древност (вкл. Античност);
  - Древен Рим
  - Древна Гърция
- Средновековие, средни векове – края на 15 век (началото на епохата на Великите географски открития);
- Ново време, нова история – от края на 15 век до 1918 г. (края на Първата световна война);
- Най-ново време, най-нова съвременна история – от 1918 г. до наши дни.

Съществуват и алтернативни периодизации на световната история. Например, в западната историография краят на Средновековието се свързва с 16 век, след което започва общ период на съвременна история.

### Географски места
Определените географски места могат да бъдат основата за исторически изследвания, например континенти, държави или градове. Да се разбере причината за дадени исторически събития, е фундаментална цел на историята. За да се извърши това, историците често се обръщат към географията. Климатични промени, снабдеността с вода и релефът на дадено място имат голямо влияние върху живота на тамошното население. Например за да се разбере защо древните египтяни развиват тъй успешна цивилизация, е задължително изучаването на географията на Египет. Египетската цивилизация се развива на бреговете на река Нил, които биват ежегодно наводнявани, при което се отлага почвен слой. Богатата почва е причината фермерите да успяват да отглеждат достатъчно храна, за да изхранват населението в градовете. Това от своя страна значи, че не всички хора са били задължени да обработват земята, което оставя възможност на другите да се занимават с друга дейност, спомагаща развитието на цивилизацията.

### История на света
Световната история представлява изучаването на големите цивилизации за последните приблизително 30 века. Това води до спорни интерпретации, направени от Оскар Шпенглер, Арнолд Тойнби и др. Световната история е изключително важен учебен предмет. Тя навлиза все по-силно в университетите на САЩ, където историята се е концентрирала върху Западните цивилизации и Съединените щати. Световната история добавя голямо количество нов материал за Азия, Африка и Южна Америка.

### Дипломатическа история
История на дипломацията или на дипломатическите отношения включва всички дипломатически ноти, личности (известни активни дипломати), техните действия в областта на дипломацията за решаването на дипломатически теми и проблеми. Цялата съвкупност от тези събрани исторически данни се нарича дипломатическа история.

### Военна история
Военната история изучава военните действия, войните и конфликтите между отделни групи, национални общества, страни или обединения в историческата наука, като обикновено се концентрира върху самите войни и военните действия, включително битки, военни стратегии и типове оръжия. Военната история е част от историческата наука, но също така и от военната наука, в приложението й, чрез ползването на исторически анализи, които се прилагат контекстуално, както и военни техники. Военната наука изучава великите пълководци в историята, като Наполеон Бонапарт, Александър Хамилтън, Александър Суворов и други. Военните историци се занимават със събитията от военната история.

### Социална история
Социалната история изучава как обществата са се развирали, социално и икономически, както и културно, както и при тяхното взаимодействие адаптирали или променяли, развивали в социално-исторически план. Например развитието на българското общество по време на Възраждането и след Освобождението е съществен и видим преход от едно социално общество към друго, учебно националното на Възраждането, и това на развитието на държавността, търговията и занаятите, както и индустрията в след Освобожденска България. Социалната история е дял от историята, която често се смята от мнозина за социална наука, опитваща се да погледне на историческите доказателства от гледната точка на социалните тенденции, но в действителност е много съществен дял от самата историческа наука, която разглежда социалната история както в учебниците, така и в специалните изследвания върху отделни епохи и общества (нации). В социалната история може да се включват или съдържат икономическата история, теория на държавата и правото, доколкото тя е определяща за типа социум и социалните страти, както и анализ на други аспекти на древните, от средните векове и модерните общества на човешката цивилизация, които обозначават в различни етапи и аспекти еволюцията на социалните поведения, технологии, нрави, норми и други. Социалната история е спецалност, която е характерна за историците постмодернисти и френската Сорбона.

### История но рода и джендъра
История на рода и джендъра е специалност, която е по-скоро обособена в литературните науки, и дори не в литературната история, а по-скоро литературния феминизъм, където темите за различните джендърни идентичности, през различните епохи, както и във връзка със социалната история, а и с философията (виж Джудит Бътлър ) обособяват областта като изучаваща темите на рода и джендъра.

## Исторически дисциплини
- Археография – теория и практика на издаването на писмени източници.
- Археология – изучаването по веществени източници на историческото минало на човечеството.
- Архивистика – изучаването на въпроси по комплектуване на архиви и съхраняването и използването на архивни документи.
- Архонтология – изучаването на историята на длъжностите в държавни, международни, политически, религиозни и други обществени структури.
- Бонистика – изучаването на историята по печатането и обръщението на книжни парични знаци.
- Вексилология – изучаването на флагове, знамена, щандарти, вимпели и други подобни предмети.
- Генеалогия – изучаването на родствените взаимовръзки между хората.
- Генетична генеалогия – изучаването на родствените взаимовръзки между хората по пътя на използване на методите на генетиката.
- Хералдика – изучаването на гербове, както и на традицията и практиките на използването им.
- Дипломатика – изучаването на исторически актове (юридически документи).
- Документознание – комплексна наука за документите и документно-комуникационната дейност, изучаваща в исторически, съвременен и прогнозен план процесите на създаване, разпространение и използване на документни източници на информация в обществото.
- Еортология – изучаването на църковни празници.
- Епиграфика – изучаването на надписи върху твърди материали (камъни, керамика, метал и пр.)
- Историография – изучаването на историята и методологията на историческото познание, както и изучаването на възгледите и трудавете на различни историци.
- Историческа география – наука, съчетаваща история и география.
- Историческа демография – наука за демографската история на човечеството.
- Историческа метрология – изучаването на употребяваните в миналото мерки – за дължина, площ, обем, тегло – в историческото им развитие.
- Източникознание – изучаване на историческите източници.
- Историческа методология – изучаването на различни системи от методи, които могат да бъдат използвани в процеса на историческото изследване и спецификата на различни исторически научни школи.
- Нумизматика – изучаването на историята на сечене на монети и паричното им обръщения.
- Палеография – изучаването на историята на писмени знаци, закономерността при развитието на графичните форми, както и паметници на древни писмености.
- Папирология – изучаването на текстовете на папирусите, намиращи се предимно в Египет.
- Сфрагистика – изучаване на печати (матрици) и отпечатъците им на различни материали.
- Фалеристика – изучаването на наградни знаци и отличия.
- Хронология – изучаването на последователността на исторически събития във времето.

## Дисциплини, свързани с историята
- Антропология – изучаването на човека и неговото взаимодействие със света.
- Полова история – история на взаимодействието на мъжкия и женския опит като един от най-важните аспекти на социалната организация.
- Социокултурна антропология – наука за културата като съвкупност от материални обекти, идеи, ценности, представи и модели на поведение във всичките ѝ форми на проява и на всички исторически етапи от развитието ѝ.
- Културология – наука, изучаваща културата и най-общите закономерности от развитието ѝ.
- Краезнание – изучаването на архитектурата, биологията, географията, историята, културата, литературата, медицината, религиозните култове, управлението, селското стопанство, спорта, топонимията, фортификациите, екологията на конкретен регион.
- Психоистория – изучаването на психологическата мотивация за постъпките хората в миналото.
- Етнология и етнография – изучаването на народите и етносите, техният произход, култура и поведение (определенията на предметите на изучаване на двете дисциплини, както и връзката им със социокултурната антропология са дискусионни).

## Сродни дисциплини
- Военна история – наука за произхода, състава и действията на въоръжените сили, съставна част от военната наука.
- Историческа психология – наука, съчетаваща история и психология.
- История на изкуството – история на художествената активност или артефакти, произведени от хората, във визуална форма с естетическа и комуникативна функция.
- История на културата – наука за ценностния свят на историческите епохи, народи, индивиди и други носители на историческия процес.
- История на науката – история на научните знания, политическите и правните учения, историята на философията и др.
- История на държавата и правото – изучава закономерностите в развитието на държавите и юридическото право при различните народи по света в различни исторически периоди.
- История на политическите и правните учения – изучава особеностите на възгледите на различни философи в различни исторически периоди по въпросите за същността, произхода и съществуването на държавите и правото.
- История на религията – изучава възникването и развитието на религиозните вярвания и сакрални култове, връзките и особеностите на местни и световни религии.
- Стопанска история – изучава явления и процеси, свързани с еволюционното развитие и взаимодействието на човешките дейности.